# Else Dörr
Elisabeth (Else) Dörr (* 29. November 1896 in Bad Freienwalde (Oder); † 7. Juli 1993 in Herstelle, Beverungen) war eine deutsche Keramikerin, Grafikerin und Ordensschwester.

## Leben und Werk
Else Dörr machte zunächst eine Ausbildung als Erzieherin. Von 1917 bis 1923 absolvierte sie ein Studium an der Unterrichtsanstalt des Kunstgewerbemuseums Berlin und lernte unter anderem bei Gebrauchsgrafiker Ernst Böhm und der Buchgrafikerin und Zeichenlehrerin Else Marcks-Penzig.

### Steingutfabriken Velten-Vordamm
Im Dezember 1924 trat sie die Nachfolge von Charlotte Hartmann, die zuvor eine Mitschülerin von Dörr war, als Leiterin der Malereiabteilung der Steingutfabriken Velten-Vordamm im Werk Velten an. Sie arbeitete hier unter anderem mit Theodor Bogler zusammen, der von 1925 bis 1926 Leiter der Form- und Modellwerstatt der Steingutfabrik war. Mit Bogler hielt eine klare sachliche Formensprache Einzug. Dörr entwarf etwa 200 Dekore für Steingut- und Fayencegeschirr. Die handbemalten Keramiken zeigen meist figürliche oder florale Motive. Die Signatur der Manufaktur, eine stilisierte Lilie, wurde maßgeblich von Else Dörr geprägt. Ihre persönliche Signatur ist die Lilie, versehen mit einem "D". Weiterhin stammen Entwürfe für Serienproduktionen der Steingutfabriken Velten-Vordamm für Tafel-, Kaffee- oder Teeservice sowie Wandteller, Dosen und Lampen von Else Dörr. Nach ihr übernahm Hedwig Bollhagen 1927 die Leitung der Malereiabteilung.

### Abtei Herstelle
Noch während ihrer Zeit in Velten nahm Dörr 1925 den katholischen Glauben an und trat schließlich 1928 in die Abtei vom Heiligen Kreuz in Herstelle an der Weser ein. Sie nahm nach der Profess 1929 den Namen Schwester Diemut an und lebte dort bis zu ihrem Tod am 7. Juli 1993. Dörr war während ihrer Zeit im Kloster weiterhin künstlerisch tätig und fertigte Druckgrafiken, Wandmalereien, Buchmalereien und Entwürfe für Intarsienarbeiten an.

## Werke (Auswahl)
- Große Schale, Steingut, Dekor F.142, 1926–1927, Museum Kurhaus Kleve
- Fayenceteller, Steingut, Dekor F.146, um 1925, Ofen- und Keramikmuseum Velten
- Mokkaservice, Steingut, rötlicher Scherben, freigedreht, handbemalt, 1924–1927, Ofen- und Keramikmuseum Velten
- Lampenfuß, Steingut, heller Scherben, frei gedreht, Fayence, handbemalt, Höhe 20 cm, 1924–1927, Ofen- und Keramikmuseum Velten
- Teegeschirr, Steingut, Dekor F.362, 1925, Museum Kurhaus Kleve
- Wandteller, Steingut, 1925, Museum Kurhaus Kleve
- Marmeladendose, Steingut, 1925, Museum Kurhaus Kleve
- Krug, 1924–1927, Bröhan-Museum Berlin

## Ausstellungen
- 1975: Deutsche Keramik des 20. Jh., Hetjens-Museum Düsseldorf
- 1997: Veltener Dinge, Bauhaus-Archiv Berlin
- 2012: Tendenzen deutscher Keramik 1905–1935. Vom Jugendstil zum Bauhaus, Museum Kurhaus Kleve
- 2022: Ansehen! Kunst und Design von Frauen 1880–1940, Bröhan-Museum Berlin